# Sântioana (okręg Marusza)
Sântioana – wieś w Rumunii, w okręgu Marusza, w gminie Viișoara. W 2011 roku liczyła 538 mieszkańców.